# قائمة جبال الأحساء
تشمل قائمة جبال الأحساء في محافظة الأحساء مجموعة من الجبال التي تحوي عدة مغارات، وأشهرها جبل القارة في واحة الأحساء على بعد 25 كيلومتر إلى الشرق من مدينة الهفوف، ويُعتبر جبل القارة من أهم المواقع الأثرية التي ساهمت في تسجيل الأحساء بقائمة التراث العالمي في اليونسكو، إذ يحتوي على العديد من الكهوف والمغارات تتصل فيما بعضها البعض بممرات، وتعمل هذه المغارات على تلطيف الأجواء في فصل الصيف الحار نتيجة العزل الحراري الطبيعي لصخورها، ويعرف جبل القارة قديما بجبل الشبعان ووصفه أبو محمد الهمداني بأنه أحد قصبات هجر الثلاث إلى جانب المشقر والصفا، وتوجد قمة صخرية تعرف باسم رأس القارة تتبع جبل القارة، وفي حي القوع يوجد جبل أبو حصيص الذي يطل على قرية التويثير، كما يوجد أيضًا في الأحساء جبل أبو غنيمة، وجبل الأربع، وجبل الشعبة.

## القائمة
| الجبل      | الصورة | الارتفاع (م) | الموقع   | ملاحظات | الإحداثيات                                          | مرجع              |
| ---------- | ------ | ------------ | -------- | --- | --------------------------------------------------- | ----------------- |
| القارة     |        | 205          | القارة   | - تقع في قرية القارة على بعد 25 كيلومترًا شرق الهفوف باتجاه منتزه الأحساء الوطني. - تطل قمة الجبل علي واحة الأحساء المتميز بلون الزمرد، حيث تمتد الواحة على مساحة 160 كيلومترًا مربعًا. يوجد بداخل الواحة معظم أشجار النخيل في الأحساء، والتي تُقدّر عددها بنحو ثلاثة ملايين نخلة. - يوجد في جبل القارة العيد من المغارات والمنحنيات نتجة عن ما بعرف بالتجوية التحهوائية، حيث يتغير شكل الصخر بسبب هبوط الأمطار والأنهار، مما أدى إلى تكوين صخور مشابه للفطر، والممرات الضيقة، والمغارات. - يٌعتبر جبل القارة موقع لمراقبة الطيور مثل الهدهد، والوروارية، والعندليب، والبلبل خلال موسم الهجرة. | 25°24′41.5″N 49°41′34.1″E / 25.411528°N 49.692806°E | [ 1 ]             |
| الأربع     |        |              | الأحساء  | - عرف جبل الأربع بهذا الاسم نتيجة وجود أربع جبال متجاورة، ثلاثة متقاربة وواحد بعيد قليلاً عنها. - عبارة عن مجموعة تلال صغيرة. - يبعد الجبل عن مدينة الهفوف 20 كيلومترًا. - يتكون جبل الأربع من عدة كهوف، تختلف مساحته. | 25°17′19.6″N 49°42′58.9″E / 25.288778°N 49.716361°E | [ 6 ]             |
| الثليم     |        |              | العيون   | - يقع الجبل غرب مدينة العيون بمسافة كيلومتر واحد. - سُمي جبل الثليم بهذا الاسم نسبة لوجود فجوة كبيرة كالثلم، ولوجود وادي يسمي الثليم. - كان يعيش فيه مؤسس الدولة العيونية علي بن المقرب العيوني. - يتكون جبل الثليم من كهوف، ومغارات، وأشكال هندسية. | 25°36′36.8″N 49°31′54.6″E / 25.610222°N 49.531833°E | [ 7 ] [ 8 ] [ 9 ] |
| الشعبة     |        | 264          | الشعبة   | - يعرف جبل الشبعة باسم جبل كنزان في كتب التاريخ، ويعود إلي عصر الملك عبد العزيز آل سعود. - يمتد الجبل بطول 20 كيلومترًا علي الحافة الشرقية في واحة الأحساء، وبعرض 4 كيلومترًا. - يتكون الجبل من عدة تلال رسوبية. - حولت أمانة الأحساء أجزاء من قمة الجبل إلي منتزه، يحتوي علي مسطحات خضراء وبحيرات مرتبطة بشلالات مائية، بجانب ألعاب للمغمارة، إضافة إلي ذلك إنشاء تلفريك، مكون من 3 محطات، وبحيرتين، وشلالين، و3 جسور خشبية معلقة. | 25°28′12.7″N 49°38′05.5″E / 25.470194°N 49.634861°E | [ 10 ]            |
| أبو حصيص   |        |              | التويثير | - يقع الجبل شرق مدينة الهفوف علي بعد 20 كيلومترًا. - يقع الجبل في حي القوع في الجهة الشمالية من قرية التويثير، يحده من الشرق نخيل أبو العنوز، والدويكية، ومن الغرب نخيل التويثير وقرية القارة، ويحده من الشمال رمال المنتزة الوطني. - يتكون جبل أبو حريص من مغارات، وتشكيلات صخرية. - يتميز بتكوينة الصخري المشابه لعين. | 25°25′24.7″N 49°41′31.2″E / 25.423528°N 49.692000°E | [ 11 ] [ 12 ]     |
| رأس القارة |        |              | القارة   | - يتبع جبل رأس القارة جبل القارة. - يُعتبر قمة صخرية في قرية القارة. |                                                     | [ 4 ]             |
| أبو غنيمة  |        |              |          | - يقع في جبل أبو غنيمة محطة المياة الرئيسية في الأحساء. | 25°23′56.5″N 49°33′14.8″E / 25.399028°N 49.554111°E | [ 13 ]            |